# 多种族主义
多种族主义（英語：Multiracialism）是一个概念框架，用于理论化和解释全球多种族人群的身份形成。多种族主义探讨了混血儿个体倾向于认同一个“混合”类别，而不是被完全接受为多个或任何单一种族群体成员的现象。作为一种分析工具，多种族主义强调，社会日益由多种族个体组成，因此需要更广泛地承认那些不符合社会对种族的明确划分的人群。此外，多种族主义还关注在压迫性历史和文化抹除的背景下，身份形成的意义。
多种族身份在不同的文化身份、历史时期和社会规范下表现各异。多种族身份的意义取决于具体的社会环境。因此，多种族主义常被用来批判将种族作为社会分类手段的持续存在，尤其是考虑到种族本身是一种社会和政治建构，长期以来服务于压迫体系，并系统性地忽视了大量不符合其有限分类的人群。